# Stenopogon nigripes
Stenopogon nigripes är en tvåvingeart som beskrevs av Engel 1940. Stenopogon nigripes ingår i släktet Stenopogon och familjen rovflugor. Inga underarter finns listade i Catalogue of Life.